# Gare de Bouthéon
La gare de Bouthéon est une gare ferroviaire française de la ligne de Moret - Veneux-les-Sablons à Lyon-Perrache, située sur le territoire de la commune d'Andrézieux-Bouthéon, dans le département de la Loire en région Auvergne-Rhône-Alpes.
C'est une gare de la Société nationale des chemins de fer français (SNCF) desservie par les trains régionaux du réseau TER Auvergne-Rhône-Alpes.

## Situation ferroviaire
Établie à 404 mètres d'altitude, la gare de Bouthéon est située au point kilométrique (PK) 487,297 de la ligne de Moret - Veneux-les-Sablons à Lyon-Perrache entre les gares ouvertes de Veauche - Saint-Galmier et de La Fouillouse (s'intercale la gare fermée de Saint-Just-sur-Loire).

## Histoire
La gare est ouverte le 15 juin 1864 par la Compagnie des chemins de fer de Paris à Lyon et à la Méditerranée.

## Fréquentation
De 2015 à 2023, selon les estimations de la SNCF, la fréquentation annuelle de la gare s'élève aux nombres indiqués dans le tableau ci-dessous.
| Année     | 2015   | 2016   | 2017   | 2018   | 2019   | 2020   | 2021   | 2022   | 2023   |
| --------- | ------ | ------ | ------ | ------ | ------ | ------ | ------ | ------ | ------ |
| Voyageurs | 36 970 | 32 178 | 37 248 | 33 990 | 43 426 | 26 961 | 34 858 | 38 939 | 43 090 |

## Service des voyageurs

### Accueil
Cette halte est un point d'arrêt non géré (PANG) disposant de panneaux d'informations et d'abris de quais.

### Desserte
Elle est desservie par des trains du réseau TER Auvergne-Rhône-Alpes qui circulent sur la ligne no 12 entre les gares de Roanne et de Saint-Étienne-Châteaucreux.

### Intermodalité
Un parking pour les véhicules ainsi que pour les vélos y est aménagé. La gare est située à moins de 100 mètres du tracé de la ligne C1 de la STAS .